# Clécio Luís
Clécio Luís Vilhena Vieira (Belém, 8 de abril de 1972) é um professor e político brasileiro, filiado ao Solidariedade. É atualmente governador do Estado do Amapá, foi eleito nas eleições municipais de 2012, tornando-se o primeiro prefeito do Partido Socialismo e Liberdade (PSOL) em uma capital. Já foi vereador duas vezes consecutivas, sendo o primeiro mandato pelo PT e o segundo pelo PSOL. Sua imagem de “tocador de obras”, além da sua facilidade de comunicação, contribuíram para sua vitória. Clécio foi reeleito prefeito no segundo turno das eleições de 2016.

## Biografia

### Vida pessoal
A história deste político teve início nos anos 80, quando se tornou líder comunitário e militante do movimento sindical. Foi criado na periferia de Belém e de Macapá, onde reside até hoje. Começou atuando nas pastorais da Igreja Católica, um celeiro de quadros políticos do PT. Em sua infância, seus pais liam o Evangelho toda semana com Clécio e sua família, criando nas crianças o hábito da oração antes de dormir, que é mantido até hoje. Clécio Luis Vilhena Vieira nasceu em Belém, no dia 8 de abril de 1972. Ainda jovem, se mudou para a Capital do Meio do Mundo, Macapá, onde passou grande parte de sua vida. Estudou Geografia pela Universidade Federal do Amapá, onde ajudou a criar centros acadêmicos e o diretório central dos estudantes. Foi também policial civil e, aos 26 anos, secretário estadual de Educação. Antes de ser eleito vereador, era professor da rede pública estadual.

## Carreira

### Saída do PT
Sua saída do PT deu-se em conjunto com outros dirigentes de sua corrente política, a Ação Popular Socialista (APS), como os deputados federais Ivan Valente e Maninha, o membro da Executiva Nacional do PT, Jorge Almeida e a dirigente sindical da CUT, Lujan Miranda. No Amapá, foi acompanhado por lideranças como o senador Randolfe Rodrigues.

### Vereador (2005-2011)
Sua atuação parlamentar é marcada pela atenta fiscalização da administração municipal, estadual e federal e atento ao trato da coisa pública, foi responsável pela intermediação entre o Poder Legislativo e o Poder Executivo macapaense. Clécio se filiou ao PT e, pelo partido, se elegeu vereador de Macapá em 2004. Em 2005, saiu do partido para filiar-se ao PSOL. Na eleição de 2008, foi reeleito vereador, desta vez pelo novo partido. Dentre suas propostas, estava a valorização do profissional da educação e o plano de acessibilidade da capital. Este plano instituía 5% das vagas do contrato administrativo reservadas para deficientes físicos, a gratuidade no transporte coletivo ao acompanhante do deficiente físico, dentre outras propostas.
Em 31 de outubro de 2010, no segundo turno das eleições de 2010, Camilo Capiberibe tornou-se o sétimo governador do estado do Amapá após derrotar o então candidato do PTB Lucas Barreto. Com a vitória, Capiberibe trouxe o Partido Socialista Brasileiro de volta ao poder executivo estadual após oito anos. A campanha foi dominada por temas morais, como a corrupção, em razão da Operação Mãos Limpas que prendeu, em setembro do mesmo ano, o ex-governador Waldez Góes, o governador Pedro Paulo Dias, o prefeito de Macapá Roberto Góes e outros políticos locais. O candidato Lucas Barreto foi acusado de apoiar a corrupção e teve seu nome envolvido no escândalo dos atos secretos. Como consequência, a abstenção no segundo turno superou a marca de 81 mil de eleitores. Além disso, a polarização entre PDT e PSB presente na política local desde 1998 se viu ameaçada pela votação expressiva em Lucas Barreto, que acabou indo para o segundo turno como o candidato mais votado. Dos 16 prefeitos do estado, Camilo Capiberibe contou com o apoio de apenas três, mesmo assim, conseguiu se eleger com mais de 53% dos votos válidos (o que representa mais de 170 mil votos), sendo esta a maior votação obtida por um candidato ao governo do Amapá.

### 2012: Candidatura à prefeito de Macapá
Foi lançado como o candidato do PSOL a prefeitura de Macapá em 29 de junho de 2012 durante a convenção do partido. A coligação era formada por PV, PPS, PMN, PCB, PTC e PRTB. Contava com o apoio do senador Randolfe Rodrigues e da ex-senadora Marina Silva, que obteve mais de 19 milhões de votos nas eleições presidenciais de 2010. Elegeu-se no segundo turno contra Roberto Góes com 50,59% dos votos, ou seja, 101.261 votos. A disputa foi uma das mais acirradas do Brasil e seu adversário obteve 49,41% dos votos. Na zona norte da cidade, obteve 41 mil. Seu adversário Roberto, 37 mil. Na zona sul, Clécio perdeu: recebeu 60 mil ante 61 mil do pedetista.
Em 2012, disputou sua primeira eleição majoritária. Pela primeira vez, o Psol teve uma possibilidade real de conseguir um cargo no Executivo. Clécio estava em segundo lugar em todas as pesquisas para prefeito em Macapá e podia vencer a disputa no segundo turno. O parlamentar viu no passado do PT um exemplo da possibilidade de governar sem o apoio da maioria na Câmara. Clécio lembrou de administrações de petistas eleitos em 1988, como Luiza Erundina em São Paulo e Olívio Dutra em Porto Alegre. “A Erundina tinha cinco vereadores na Câmara. Foi ameaçada de ser cassada, mas terminou o mandato. Eles tinham uma lógica de governo que era procurar o apoio da sociedade organizada.”  E diz que receberá de “braços abertos” a ajuda de quem for ao encontro a suas propostas e quiser ajudar a cidade. O Psol faz oposição ao governo Dilma Rousseff, como fez ao de Luiz Inácio Lula da Silva, mas o candidato tem defendido programas federais como o Minha Casa, Minha Vida. Candidato a prefeito de Macapá, dispôs de 1min e 40 seg de tempo na tv e no rádio, Com  um total de dez candidatos para prefeito, o ex-presidente Lula, a presidente Dilma, a ex-ministra Marina Silva e a ministra Marta Suplicy gravaram mensagens de apoio a ele, que em 7 de outubro recebeu 252 049 votos válidos, ficando em segundo lugar com 32,58. Este resultado lhe permitiu continuar com a disputa pela Prefeitura de Macapá no segundo turno. Na votação do dia 28 de outubro, Clécio ficou em primeiro, com 336.059 votos, equivalente a 51,39% dos votos. O resultado foi confirmado pelo TSE às 19h do horário local.
Marina Silva, ex-ministra do meio ambiente de Lula, internacionalmente conhecida por defender a Floresta Amazônica, declarou apoio à Clécio. No segundo turno, o ex-presidente Luiz Inácio Lula da Silva gravou um vídeo apoiando a candidatura de Roberto Góes. Lula fazia um discurso pedindo um novo Brasil e ao fim afirmava: "Em Macapá, dia 28, o voto certo é Roberto 12". A declaração ganhou repercussão nacional: revistas como Veja, Exame e IstoÉ registraram o fato em suas páginas. Em resposta, a propaganda de Clécio Luis exibiu um vídeo no qual Lula (em 2010) chama os presos pela Operação Mãos Limpas de ladrões:
| “ | Quando tem roubo a gente pega, vocês viram o que aconteceu agora no Amapá. Só tem um jeito de um bandido não ser preso neste país, é ele não ser bandido! | ” |

A declaração foi feita três dias após as prisões do então governador do Amapá, Pedro Paulo Dias (PP), do ex-governador Waldez Góes (PDT), do presidente do Tribunal de Contas José Júlio de Miranda Coelho, e do presidente da Assembleia Legislativa, Jorge Amanajás (PSDB). Na ocasião, Lula estava entregando a duplicação da BR-101, em Criciúma, no estado de Santa Catarina.
A eleição municipal de Macapá, assim como nas demais cidades brasileiras, ocorreu em 7 de outubro de 2012, para que fosse eleito um prefeito, um vice-prefeito e 23 vereadores para a administração da cidade, ocasião a qual estavam aptos a votar um total de 253.038 pessoas.
O prefeito em gestão no ano de 2012, Roberto Góes (PDT), concorreu à reeleição contra outros cinco nomes. Como nenhum dos candidatos conseguiu a maioria absoluta dos votos, um segundo turno foi realizado em 28 de outubro de 2012, onde o candidato Clécio Luis (PSOL) foi eleito com 50,59% dos votos válidos, se tornando o primeiro prefeito do Partido Socialismo e Liberdade em uma capital.
Largando atrás na corrida eleitoral, Clécio Luis deixou os 27,88% obtidos no no primeiro turno para se eleger prefeito de Macapá com 50,59% dos votos válidos tornando-se o primeiro prefeito da história do PSOL em uma capital. Militantes compararam os resultados com os do PT em 1982, quando a sigla conquistou sua primeira prefeitura, em Diadema (SP).
A vitória na Região Norte reforçou também o principal expoente nacional do partido na época, o senador Randolfe Rodrigues. Nos bastidores comentava-se a disposição do PSOL de colocá-lo na briga pelo Amapá, ou mesmo a presidência da República, o que não foi confirmado pelo senador. "Estou a serviço do partido, mas não posso dizer que vou concorrer", disse ele.

#### Segundo turno
| Partido | Partido | Candidato    | Votos   | Votos (%) |
| ------- | ------- | ------------ | ------- | --------- |
|         | PSOL    | Clécio Luis  | 101 261 | 50,59%    |
|         | PDT     | Roberto Góes | 98 892  | 49,41%    |
| Totais  | Totais  | Totais       | 200 153 |           |

### 2013-2015: Prefeito de Macapá e saída do PSOL
A administração de Clécio à frente da prefeitura de Macapá tem sido marcada por investimentos na educação pública e assistência social. Em dezembro de 2014, a prefeitura inaugurou o primeiro CEU das Artes de Macapá. Localizada no Infraero II, a obra custou R$ 2,2 milhões e tem como meta oferecer esporte e lazer à população No mês de setembro do mesmo ano, já havia sido inaugurado o Complexo Macapá Criança, um dos maiores centros de assistência social do país. Localizado no bairro Pedrinhas, o local tem brinquedoteca, piscina semiolímpica, quadra poliesportiva coberta e oferece relevantes serviços à comunidade.
No final de junho de 2013, ocorreram no Brasil as maiores manifestações populares da história. No Amapá, os manifestantes voltaram sua pauta de reivindicações para temas como corrupção, melhorias na saúde pública, na educação e contra a alta dos preços dos produtos, causada pela inflação. Conforme as manifestações foram se tornando cada vez mais violentas a partir de julho, a participação popular nos protestos acabou diminuindo. Atos de vandalismo e quebra-quebra se tornaram comuns e o patrimônio público acabou sendo depredado. Após os protestos de 2013, uma pesquisa realizada pelo instituto Ibope mostrou que a rejeição de Camilo chega a 73%, sendo a terceira mais alta do país. A aprovação pessoal do governador é de apenas 26%, superando apenas os governadores do Distrito Federal e do Rio Grande do Norte.
Após as eleições de 2010, na qual Camilo sagrou-se campeão, os partidos de oposição começaram a articular um bloco único de oposição ao governo. Na Assembleia Legislativa, PDT, PP, PSC e outras legendas se declararam opositoras do governo desde o início de seu mandato. Em outubro de 2012, nas eleições municipais, o PSOL, uma sigla de esquerda, que no Amapá é dirigido por um setor mais moderado (a dissidência da APS), tendo um arco de alianças mais amplo que o habitual, conquistou sua primeira prefeitura (Macapá) no estado e tornou-se uma peça-chave no cenário pré-2014. Entretanto, no interior do estado, as legendas de oposição se fortaleceram. No terceiro maior município do estado, Laranjal do Jari, Zeca Madeireiro (PP) foi eleito prefeito, todavia teve seu mandato cassado e Bode Queiroga (PDT) assumiu o cargo. Em Mazagão, Dilson Borges (PMDB) foi eleito prefeito com mais de 30% dos votos. Na segunda maior cidade do estado, Santana, Robson Rocha do PTB foi eleito, derrotando a candidata da coligação PT-PSB.
A Operação Mãos Limpas foi realizada no Amapá em setembro de 2010 e resultou na prisão do ex-governador Waldez Góes, do então governador Pedro Paulo Dias, do então prefeito de Macapá Roberto Góes e de diversos secretários estaduais e outras autoridades. O candidato Waldez, em entrevista à TV Amapá, filiada da Rede Globo, disse que foi vítima de uma "armação política" no período em que estava à frente do governo do estado. A Polícia Federal revelou, através de documentos apreendidos na operação, que recursos da União que eram repassados à Secretaria de Estado da Educação foram desviados em benefício de agentes públicos.
Em 26 de agosto, a 4ª Vara Federal autorizou que o Ministério Público Estadual e o Ministério Público Federal tenham acesso irrestrito aos documentos apreendidos na Operação Mãos Limpas. Segundo o juiz federal Togo Paulo Ricci, "encontram-se nos autos indícios contundentes da prática de infrações ao ordenamento jurídico, os quais, se existentes, lesam gravemente a sociedade e o estado do Amapá".
A partir da análise dos arquivos, os promotores e procuradores encontraram uma agenda, na qual estavam listados os nomes do ex-prefeito da capital e então candidato à Câmara dos Deputados Roberto Góes e do ex-secretário especial da Governadoria de Recursos Extraordinários do município Paulo Melém. Segundo o Ministério Público, a agenda contém as anotações sobre a divisão de verba desviada.
No dia 28 de agosto de 2014, o Tribunal Regional Eleitoral do Amapá concedeu liminar determinando a suspensão do sinal de todas as emissoras de rádio e televisão do Sistema Beija-Flor de Comunicação até o dia 5 de outubro de 2014. O conglomerado de meios de comunicação é de propriedade de Gilvam Borges, candidato peemedebista ao Senado Federal. Este sistema reúne duas emissoras de TV e dezesseis de rádios e, de acordo com o desembargador Carlos Tork, excedeu o limite da crítica e ao direito de opinião, o que vem causando desequilíbrio no pleito em favor das candidaturas de Waldez Góes (PDT) ao Governo do Amapá, Gilvam Pinheiro Borges (PMDB) ao Senado e Marcos Reátegui à Câmara Federal.
No dia 6 de outubro de 2014, o ex-candidato ao governo do Amapá Jorge Amanajás (PPS) declarou apoio à candidatura de Waldez Góes no segundo turno. Segundo Amanajás, esta não é uma decisão solitária, mas "algo decidido em conjunto". No mesmo dia, o governador Camilo Capiberibe publicou em seu Instagram uma foto com o senador Randolfe Rodrigues e confirmou que o psolista estava lhe apoiando no segundo turno das eleições. Em um breve texto, Capiberibe diz: "Feliz de receber este apoio e isso aumenta a minha convicção que no dia 26 de outubro nós vamos para a vitória". O senador Randolfe já havia declarado apoio a qualquer candidato ao governo que disputasse o segundo turno contra Waldez.
Em setembro de 2015 anunciou sua saída do PSOL após 10 anos no partido. Filiou-se então à recém-criada Rede Sustentabilidade, liderada por Marina Silva.

### 2016–2020: Reeleição e saída da REDE
Nas eleições municipais de 2016, Clécio Luís foi reeleito prefeito de Macapá no 2º turno. Ele obteve 123.808 votos, correspondendo a 60,50%, enquanto seu adversário, Gilvam Borges (PMDB), conquistou 80.840 votos (39,50%). Em 24 de agosto de 2020, Clécio anunciou sua desfiliação do partido Rede Sustentabilidade. Clécio e a Rede entraram em desacordo sobre a sucessão municipal. Clécio declarou apoio à candidatura de Josiel Alcolumbre (DEM) à prefeitura de Macapá. No entanto, o partido anunciou que em nota que não apoia o grupo formado em torno da candidatura do Democratas.

### Eleições de 2022
Foi candidato ao governo do Amapá nas eleições de 2022 pelo Solidariedade, sendo eleito com 222.168 votos no primeiro turno, o que corresponde a 53,69% dos votos válidos. No segundo turno, declarou apoio ao candidato à presidência do Partido dos Trabalhadores, Luiz Inácio Lula da Silva.

### Governo do Amapá
Tomou posse em 1° de janeiro de 2023 como o nono governador do estado do Amapá.